# Жекеколь (Костанайская область)
Жекеколь (каз. Жекекөл) — упразднённое село в Карасуском районе Костанайской области Казахстана. Исключено из учётных данных в 2023 году. Входило в состав Железнодорожного сельского округа. Код КАТО — 395277180.

## География
Село находится примерно в 90 км к югу от районного центра, села Карасу.

## История
До 2013 года село входило в состав упразднённого Теректинского сельского округа.

## Население
В 1999 году население села составляло 214 человек (115 мужчин и 99 женщин). По данным переписи 2009 года, в селе проживало 100 человек (49 мужчин и 51 женщина).